# Dubusia
Dubusia és un gènere d'ocells de la família dels tràupids (Thraupidae).

## Taxonomia
Segons la Classificació del Congrés Ornitològic Internacional (versió 14.1, 2024) aquest gènere està format per 4 espècies:
- Dubusia taeniata - tàngara andina pitclara.
- Dubusia stictocephala - tàngara andina de capell estriat.
- Dubusia carrikeri - tàngara andina de Carriker.
- Dubusia castaneoventris - tàngara andina de ventre castany.